# Mordacia
Genre
Mordacia est un genre d'agnathes de la famille des Petromyzontidae (ce ne sont pas des poissons). Ce genre regroupe trois espèces.

## Liste d'espèces
Selon Catalogue of Life (4 février 2021) et NCBI (4 février 2021) :
- Mordacia lapicida
- Mordacia mordax
- Mordacia praecox

Selon ITIS (4 février 2021) et World Register of Marine Species (4 février 2021) :
- Mordacia lapicida (Gray, 1851)
- Mordacia mordax (Richardson, 1846)
- Mordacia praecox Potter, 1968